# 池部良
池部良（1918年2月11日—2010年10月8日），日本演員。
出生於東京市大森區，與日本原首相安倍晉三有遠親關係，最早在島津保次郎監督的電影《闘魚》參與演出。1944年參與太平洋戰爭，因船被擊沈，險些喪生。作品有《早春》、《雪國》、《青色山脈》，池部良與李香蘭合演《破曉的逃脫》。
值得一提的是，与高仓健、原田芳雄 、中野良子出演的电影《你啊，渡过憤怒的河吧！》（佐藤纯弥监督）在1979年于中国大陆以《追捕》片名公映后，产生极大轰动，以至2005年《电影传奇》专门制作了一集《杜丘和真由美》讲述该电影及其在中国的影响。

## 出演電影
- 闘魚（1941年）
- 青色山脈（1949年）
- 曉之脫走（1950年）
- 再見了拉包爾 最後的戰鬥機（1954年）
- 早春（1956年）
- 吸血蛾（1956年）
- 白夫人的妖戀（1956年）
- 宇宙大戰爭（1959年）
- 潛艇I-57號不投降（1959年）
- 太平洋之嵐（1960年）
- 妖星哥拉斯（1962年）
- 忠臣藏（1962年）
- 太平洋之翼（1963年）
- 青島要塞爆擊命令（1963年）
- 激動的昭和史 沖繩決戰（1971年）
- 直撃！地獄拳（1974年）
- 惑星大戰爭（1977年）
- 追捕（1976年） 饰 伊藤守